# Il ragazzo dai capelli verdi
Il ragazzo dai capelli verdi (The Boy with Green Hair) è un film del 1948 diretto da Joseph Losey.

## Trama
Peter è un ragazzo di dieci anni che, rimasto orfano di guerra, è mandato a vivere col nonno, un brav'uomo, comprensivo e gioviale, che lo accoglie con affetto. Un giorno Peter, che crede suo padre in viaggio, partecipa con i suoi compagni di scuola ad una questua per gli orfani di guerra. Quando vede i grandi manifesti di propaganda dove sono raffigurati gli orfani ne resta impressionato e, alla conferma da parte del nonno che anche lui è un orfano di guerra, si sente smarrito. La sera il nonno gli fa vedere una pianta sempre verde: come questa pianta, dice il nonno, così anche la speranza è sempre viva e verde nel cuore. La mattina dopo Peter si accorge con spavento che i suoi capelli sono divenuti verdi. Tutti ne sono esterrefatti, molti pensano ad una terribile malattia, i compagni lo beffeggiano. Ma i poveri bambini dei manifesti gli appaiono e gli annunciano che è stato investito di una missione di pace: i capelli verdi ne sono il segno. Costretto a tagliarsi i capelli dall'ostracismo della gente, Peter scappa di casa ma la polizia lo riporta al nonno che gli legge la lettera che il padre gli aveva lasciato perché la leggesse a sedici anni. Medico in un ospedale di Londra, aveva sfidato i bombardamenti per adempiere la missione di pace che ora affida a Peter.
Peter, augurandosi che i capelli, una volta ricresciuti, siano di nuovo verdi e che questa caratteristica lo renda riconoscibile come colui che dovrà perpetuare il loro ricordo con la speranza di un mondo migliore; senza più discriminazione razziale, pregiudizi e intolleranze.